# Landtagswahlkreis Backnang
Der Wahlkreis Backnang (Wahlkreis 17) ist einer der drei Landtagswahlkreise im Rems-Murr-Kreis in Baden-Württemberg. Er umfasst die Gemeinden Alfdorf, Allmersbach im Tal, Althütte, Aspach, Auenwald, Backnang, Berglen, Burgstetten, Großerlach, Kaisersbach, Kirchberg an der Murr, Murrhardt, Oppenweiler, Spiegelberg, Sulzbach an der Murr, Weissach im Tal und Welzheim.
Die Grenzen der Landtagswahlkreise wurden nach der Kreisgebietsreform von 1973 zur Landtagswahl 1976 grundlegend neu zugeschnitten und seitdem nur punktuell geändert. Aufgrund der deutlich unter dem Durchschnitt von ca. 108.900 liegenden Zahl der Wahlberechtigten wurde zur Landtagswahl 2011 die bis 2006 zum benachbarten Landtagswahlkreis Schorndorf gehörende Gemeinde Berglen dem Wahlkreis Backnang angegliedert.

## Wahl 2026
Für die Wahl zum 18. Landtag von Baden-Württemberg am 8. März 2026 wurden die drei amtierenden MdL im Wahlkreis Backnang erneut aufgestellt. Die CDU nominierte Ende März 2025 den Allgemeinmediziner Jens Steinat aus Unterweissach.
Bis 2021 konnte nur eine Stimme für Bewerber und Partei abgegeben werden, ab 2026 Erststimme sowie Zweitstimme für die neu eingeführten Landeslisten deren Aufstellung noch aussteht.
| Direktkandidat        | Partei       | Stimmen in % | Landtagswahl 2021 Stimmen in % |
| --------------------- | ------------ | ------------ | ------------------------------ |
| Ralf Nentwich         | Grüne        |              | 24,0                           |
| Jens Steinat          | CDU          |              | 23,2                           |
| Simone Kirschbaum     | SPD          |              | 19,0                           |
| Daniel Lindenschmid   | AfD          |              | 12,1                           |
| Charlotte Klinghoffer | FDP          |              | 0 10,5                         |
| Allegra Conrad        | Die Linke    |              | 0 2,4                          |
|                       | Freie Wähler |              | 0 1,9                          |

## Wahl 2021
Von den drei 2016 gewählten Abgeordneten trat nur Gernot Gruber (SPD) bei der Landtagswahl 2021 erneut an und errang wieder ein für seine Partei deutlich überdurchschnittliches Ergebnis und damit ein Zweitmandat. Staatssekretär Wilfried Klenk (CDU) verzichtete aus persönlichen Gründen, sein Nachfolger Devrikis konnte das Erstmandat nicht verteidigen und bekam auch kein Zweitmandat. Der AfD-Bundessprecher und Spitzenkandidat von 2016 Jörg Meuthen war Ende 2017 als Nachrücker ins Europaparlament gewechselt, als sein Ersatzkandidat Jürgen Braun bereits MdB war, sodass ein anderer Wahlkreis den Nachrücker stellte und AfD-Kandidat Lindenschmid ohne bisheriges Mandat und trotz Verlusten im Vergleich zum Bundessprecher-Ergebnis ein Zweitmandat erhielt. Der Kandidat von B90/Grüne, Ralf Nentwich, war 2016 noch für die ödp angetreten und errang 2021 das erste grüne Erstmandat im Wahlkreis. Gernot Gruber legte sein Landtagsmandat Ende September 2024 nieder, für ihn rückte Simone Kirschbaum nach.
| Direktkandidat        | Partei       | Stimmen in % | Landtagswahl 2016 |
| --------------------- | ------------ | ------------ | ----------------- |
| Ralf Nentwich         | Grüne        | 24,0         | 22,3              |
| Georg Devrikis        | CDU          | 23,2         | 27,7              |
| Gernot Gruber         | SPD          | 19,0         | 15,7              |
| Daniel Lindenschmid   | AfD          | 12,1         | 19,7              |
| Charlotte Klinghoffer | FDP          | 10,5         | 0 8,0             |
| Annette Keles         | Die Linke    | 2,4          | 0 2,1             |
| Konstantinos Kefalas  | Freie Wähler | 1,9          | 0 -               |
| Philip Köngeter       | Piraten      | 1,8          | 0 1,2             |
| Alexander Lisson      | Die PARTEI   | 1,6          | 0 -               |
| Joachim Reymann       | dieBasis     | 1,3          | 0 -               |
| Nico Mast             | WiR2020      | 0,8          | 0 -               |
| Norbert Barthold      | ÖDP          | 0,7          | 0 0,9             |
| Berthold Daubner      | KlimalisteBW | 0,6          | 0 -               |

## Wahl 2016
Bei der Landtagswahl 2016 zogen gleich drei Kandidaten ins Parlament ein, da zwei Zweitmandate an AfD und SPD aufgrund parteiintern überdurchschnittlichem Stimmenanteil vergeben wurden. Die Kandidaten der Grünen und der FDP erreichten zwar höhere Prozentwerte als 2011, wurden aber parteiintern überflügelt. Die Ergebnisse im Detail:
| Direktkandidat   | Partei    | Stimmen in % | Landtagswahl 2011 |
| ---------------- | --------- | ------------ | ----------------- |
| Wilfried Klenk   | CDU       | 27,7         | 40,8              |
| Götz Poppitz     | Grüne     | 22,3         | 20,0              |
| Jörg Meuthen     | AfD       | 19,7         | –                 |
| Gernot Gruber    | SPD       | 15,7         | 23,8              |
| Dorothee Winter  | FDP       | 0 8,0        | 0 5,4             |
| Jörg Drechsel    | Die Linke | 0 2,1        | 0 3,3             |
| Thomas Geffken   | ALFA      | 0 1,5        | –                 |
| Philip Köngeter  | PIRATEN   | 0 1,2        | 0 1,6             |
| Ralf Nentwich    | ödp       | 0 0,9        | 0 0,8             |
| Harald Ballreich | NPD       | 0 0,6        | 0 1,4             |
| Bernd Offtermatt | REP       | 0 0,3        | 0 1,3             |

## Wahl 2011
Die Landtagswahl 2011 hatte folgendes Ergebnis:
| Direktkandidat   | Partei    | Stimmen in % | Landtagswahl 2006 Stimmen in % |
| ---------------- | --------- | ------------ | ------------------------------ |
| Wilfried Klenk   | CDU       | 40,8         | 44,7                           |
| Gernot Gruber    | SPD       | 23,8         | 26,0                           |
| Willy Härtner    | Grüne     | 20,0         | 09,9                           |
| Gunnar Stuhlmann | FDP       | 05,4         | 09,3                           |
| Titus Simon      | Die Linke | 03,3         |                                |
| Volker Dyken     | PIRATEN   | 01,6         | –                              |
| Eberhard König   | REP       | 01,3         | 03,5                           |
| Benjamin Stein   | NPD       | 01,4         | 01,0                           |
| Volker Bäßler    | AUF       | 01,0         | –                              |
| Andreas Brunold  | ödp       | 00,8         | 00,5                           |
| Gabriel Graber   | BIG       | 00,2         | –                              |
| –                | Sonstige  | –            | 03,1                           |

## Wahl 2006
Die Landtagswahl 2006 hatte folgendes Ergebnis:
| Direktkandidat    | Partei   | Stimmen in % | Landtagswahl 2001 Stimmen in % |
| ----------------- | -------- | ------------ | ------------------------------ |
| Wilfried Klenk    | CDU      | 44,7         | 42,2                           |
| Jürgen Hestler    | SPD      | 26,2         | 32,7                           |
| Ekkehard Dietz    | FDP      | 0 9,1        | 10,4                           |
| Daniel Mouratidis | Grüne    | 0 9,9        | 0 6,0                          |
| Jörg Drechsel     | WASG     | 0 2,1        | 0–                             |
| Eberhard König    | REP      | 0 3,4        | 0 6,3                          |
| –                 | Sonstige | 0 4,6        | 0 2,4                          |

## Abgeordnete seit 1976
Gemäß Landtagswahlrecht Baden-Württemberg bis 2022 hatte jeder Wähler nur eine Stimme, mit der sowohl der Direktkandidat als auch die Gesamtzahl der Sitze einer Partei im Landtag ermittelt wurden. Dabei gab es keine Landes- oder Bezirkslisten, stattdessen wurden zur Herstellung des Verhältnisausgleichs unterlegenen Wahlkreisbewerbern Zweitmandate zugeteilt. Das führte dazu, dass ein Wahlkreis mit einem starken Erstmandat nur durch dieses im Parlament vertreten war (seit 2011 bspw. 01 Stuttgart I und 46 Freiburg I), während in Wahlkreisen mit niedrigem höchstem Stimmenanteil zwei Zweitmandate üblich waren, und 20 Neckarsulm sowie 61 Hechingen-Münsingen 2021 insgesamt vier MdL stellte.
Die bis zur Wahl 2006 gültige Regelung, die eine Zuteilung dieser Mandate nach absoluter Stimmenzahl auf Ebene der Regierungsbezirke vorsah, benachteiligte den Wahlkreis Backnang, da er immer zu den nach Bevölkerungszahl kleinsten Wahlkreisen gehörte. Dadurch war es für Bewerber im Wahlkreis Backnang schwierig, Zweitmandate zu erringen. Damit war das Wahlsystem wesentliche Ursache dafür, dass der Wahlkreis Backnang zwischen 1976 und 2011 jeweils nur durch den direkt gewählten Abgeordneten im Landtag vertreten wurde, der von der CDU aufgestellt wurde. 
Die Mandate wurden folgendermaßen vergeben:
| Partei | Art des Mandats | Gewählte |
| ------ | --------------- | --- |
| CDU    | Direktmandat    | Erich Schneider 1976, 1980, 1984, 1988 Rosely Schweizer 1992, 1996 Wilfried Klenk 2001, 2006, 2011, 2016                   |
| SPD    | Zweitmandat     | Gernot Gruber 2011, 2016, 2021, Mandat niedergelegt am 30. September 2024 Simone Kirschbaum nachgerückt am 1. Oktober 2024 |
| Grüne  | Direktmandat    | Ralf Nentwich 2021 |
| AfD    | Zweitmandat     | Jörg Meuthen 2016, Mandat niedergelegt am 31. Dezember 2017 Daniel Lindenschmid 2021                                       |